# Muzeul transportului din Chișinău
Muzeul transportului (denumit și muzeul transportului public, muzeul transportului electric sau muzeul Regiei Transport Electric Chișinău) este un muzeu din Chișinău, în care se păstrează exponate  legate exclusiv de istoria transportului din capitala R. Moldova (cu precădere, a doua jum. a sec. al XIX-lea – per. sovietică).
Clădirea în care este amplasat astăzi muzeul, a fost ridicată în anii 1913–16, pentru biroul societății pe acțiuni belgiene, care în acei ani, a lansat prima linie de tramvai, acesta fiind cel dintâi tip de transport electric al orașului.

## Legături externe
- Un muzeu din Chișinău ascuns de ochii lumii Timpul de dimineață, 05.12.2011
- Imagini din interiorul muzeului pe facebook.com
- Amplasare la wikimapia.org